# Abbazia di Santa Maria Assunta (Mogliano Veneto)
L'abbazia di Santa Maria Assunta era un monastero benedettino sito a Mogliano Veneto, in provincia di Treviso, a cui era annessa l'attuale parrocchiale del paese.

## Storia
In epoca paleocristiana a Mogliano era stata fondata una pieve con fonte battesimale forse già allora dedicata a Maria. Agli inizi del X secolo, tuttavia, un'incursione di Ungari devastò la zona che, abbandonata, decadde rapidamente. Di fronte a questa deplorevole situazione, circa un secolo dopo l'allora vescovo di Treviso, Rozone, incaricò l'abate Vitale di ricostruire la chiesa e di edificare un monastero benedettino al fine di bonificare e ripopolare l'area di Moliane. L'atto di fondazione, del quale si conserva una copia del 1306 presso l'Archivio Vescovile di Treviso, reca la data 28 febbraio 997.
Completata l'opera di bonifica, nel 1075 ai monaci succedettero le benedettine.
Il monastero era un'istituzione ricca e potente da cui dipendevano numerose cappelle della zona e varie altre proprietà, come alcuni mulini. Le chiese sotto la sua giurisdizione si distribuivano in una vasta area che andava da Cavasagra a Marcon, passando per Treviso e Stra. A ciò si aggiungeva un autentico tesoro costituito da preziosi oggetti sacri e altre suppellettili, in gran parte perduti durante le soppressioni napoleoniche. Di questo patrimonio, oggi restano, tra l'altro, un acquamanile bronzeo, un crocifisso, un fonte battesimale e una Madonna lignea, conservati in chiese e musei trevigiani.
L'autorità dell'abbazia crebbe ulteriormente dal 1177 quando, sotto papa Alessandro III, andò a dipendere direttamente sotto la Santa Sede e la monache poterono eleggere da sé la badessa. Nel 1274 le monache assunsero ulteriore autonomia liberandosi dall'avogadore, un notabile laico che amministrava i beni delle religiose.
Posta nei pressi del Terraglio, fu più volte saccheggiata e incendiata dagli eserciti che non di rado vi transitavano. Nel 1192 in particolare, ma anche nel 1234 fu assalita dai Padovani; nel 1311 fu la volta delle armate tedesche e nel 1356 degli Ungari. Questi logoranti assalti portarono ad un progressivo declino dell'istituzione finché, nel 1413, le monache decisero di trasferirsi entro le mura della più sicura Treviso, nel monastero di San Teonisto. Esse mantennero tuttavia il controllo sulle varie cappelle, compresa la pieve di Mogliano sino alle soppressioni di Napoleone.

## L'edificio

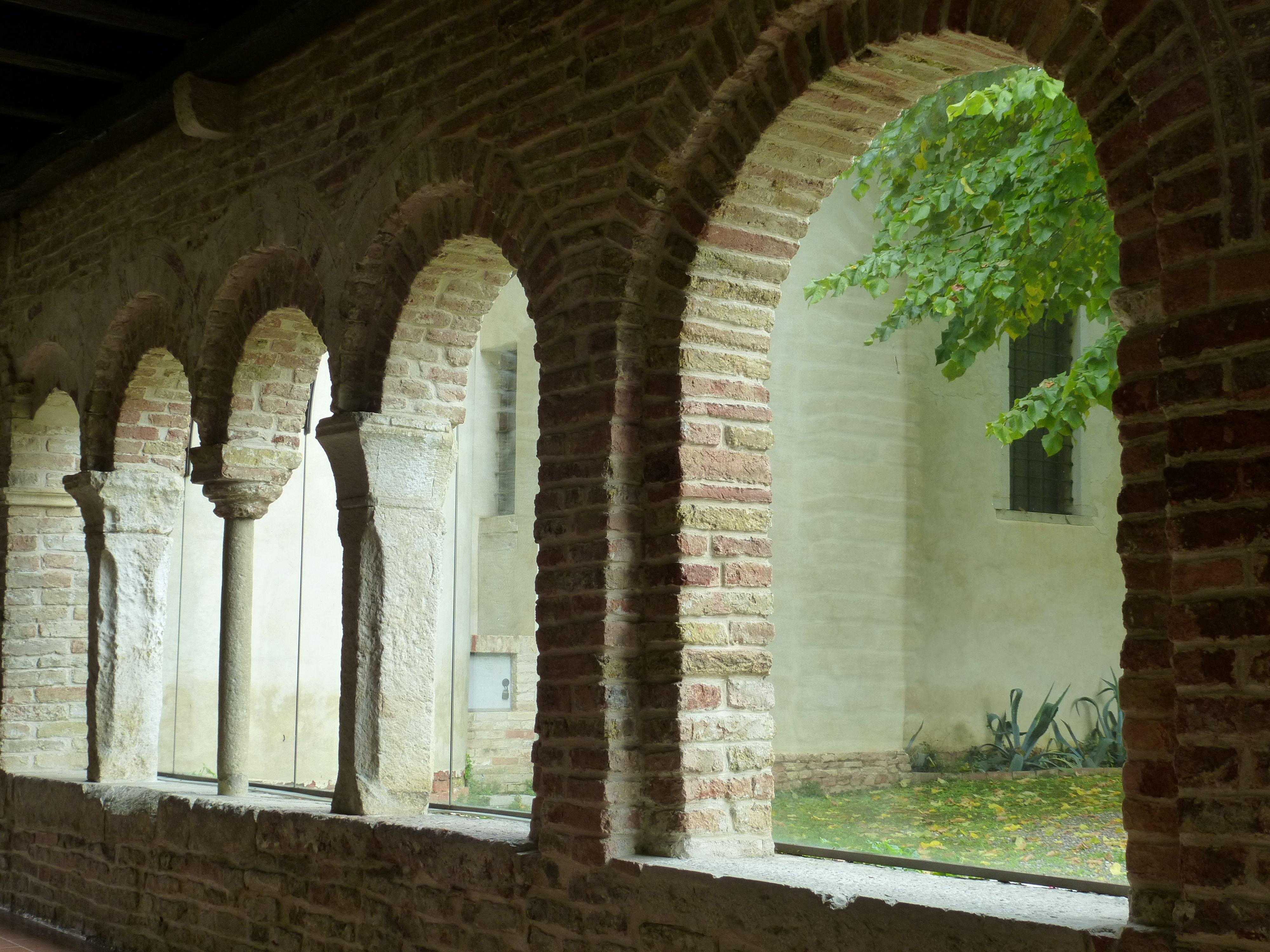
L'ultimo resto del chiostro: il porticato ovest.

Dopo la dipartita delle religiose, l'abbazia, in origine molto vasta e articolata, decadde progressivamente. Resta attualmente solo un'ala della costruzione, contigua alla chiesa. Si tratta di un edificio a due piani del quale, lungo la parete di ponente, ancora sono visibili tracce di fasce ornamentali ad affresco. Dalla parte opposta si trova ciò che resta del chiostro romanico (XIII secolo), ovvero il solo porticato ovest. Di fronte sta un pozzetto di pietra e un altro antico pozzo si trova in un cortile privato nei pressi dell'edificio. Fino alla metà dell'Ottocento resisteva ancora un'altra costruzione, detta popolarmente el Canevon, costituita da magazzini, cantine e stalle.
Comprendendo lo stato di degrado in cui versavano i resti, il letterato Guglielmo Berchet si adoperò per la loro salvaguardia finché non venivano dichiarati monumento nazionale nel 1890. Tuttavia il complesso ospitò ancora a lungo un'osteria e solo nel 1929 venne restaurato dalla parrocchia e adibito ad oratorio

## La Cappella di San Benedetto

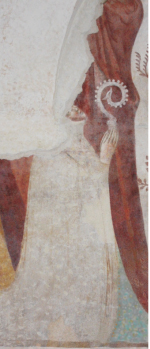
La badessa Agnese D'Arpo

L'attuale sacrestia sud del Duomo, costituisce ciò che rimane delle strutture più antiche del complesso monastico. Un tempo la cappella doveva essere molto più ampia dell'attuale sacrestia e anche molto più alta. Nel 1992 a seguito di alcuni lavori per sistemare una crepa sulla parete sud della cappella furono rinvenute tracce di alcuni affreschi. Seguì un'indagine e furono portati alla luce gli affreschi di Filippo da Firenze commissionati dalla badessa Agnese D'Arpo nel 1344. Gli affreschi superstiti oltre a dare un'idea delle originali dimensioni delle cappella e delle varie luci un tempo esistenti, si sono rivelati di grandissimo pregio, legati artisticamente e temporalmente alla cappella gentilizia degli Scrovegni di Padova dipinta da Giotto e agli affreschi delle Storie di Sant'Orsola di Tommaso da Modena per la chiesa di Santa Margherita degli Eremitani e oggi conservati nella chiesa di Santa Caterina di Treviso.
Nei brani di affresco superstiti della parete est sono rappresentano alcune scene della Passione di Cristo: in particolare sono riconoscibili Maria e le Pie Donne, la Spartizione delle vesti ai piedi della Croce, e tra i segni escatologici i l'apertura dei sepolcri, inserita in questa serie la figura della committente la Badessa Agnese D'Arpo che regge il pastorale in preghiera ai piedi della Croce. Il ciclo di affreschi della parete sud costituisce ciò che rimane del Giudizio Universale, si è conservata pressoché intatta la raffigurazione dei santi e dei beati in teorie sovrapposte. Nascosto dalle volte attuali è stato scoperto anche un ulteriore lacerto raffigurante alcuni dannati. Oltre al valore artistico degli affreschi, le raffigurazioni costituiscono un'importante testimonianza per gli studiosi del costume e della moda della metà del Trecento. Nell'ultimo restauro dell'opera avvenuto nell'estate del 2010, si è inoltre scoperto che al di sotto degli affreschi della parete est sono presenti delle decorazioni precedenti. Secondo alcuni indizi al di sotto della cappella si dovrebbe trovare la cripta del monastero.

## Cronotassi degli abati e delle abadesse
- Vitale: Primo abate, dal 997 al 1040.
- Giovanni: dal 1040 al 1043.
- Bernardo: dal 1043 al 1074.
- Giovanni II: Citato in una pergamena del 15 luglio 1154[7].
- Matilde: Prima badessa. Succedette a Bernardo nel 1075[8].

éMatilde II: Citata dal 1174 al 1177. Nel 1175 fece costruire nei pressi della chiesa di San Teonisto di Treviso una sede staccata del monastero.
- Polissena: Citata nel 1179.
- Palmera: Citata dal 1179 al 1191. Nel 1188 papa Clemente III le concesse il diritto d'investitura dei preti nelle chiese della pieve, mentre nel 1190, con cerimonia solenne, prese possesso della chiesa di Gardigiano a seguito di alcuni scontri con il pievano Dalmasio.
- Gisla: Citata dal 1195 al 1216. Fondò la nuova chiesa di San Matteo di Cavasagra, località che poi prenderà il nome di Villanova[8].
- Lucia: Citata dal 1223 al 1229.
- Agnese: Citata nel 1234[8].
- Florades: Fino al 1274. In quell'anno si liberò dell'avogadro del monastero[8].
- Enrichina: Citata dal 1274 (nell'atto di nomina) al 1299[7].
- Mariabona: Nominata badessa nel 1299, rinunciò alla carica poco dopo[7].
- Flordiana: Citata dal 1299 al 1313.
- Agnese d'Arpo: Citata nel 1344. In quell'anno fece dipingere la cappella di San Benedetto da Filippo da Firenze[8].
- Benedetta Bonomo: Citata nel 1350 e nel 1374.
- Donata Zapparino: Citata nel 1382 e nel 1398. Badessa per 23 anni dal 1377 al 1400, concesse ai coniugi Seminati il terreno per la costruzione dell'ospedale dei Battuti di Mogliano[8].
- Franceschina Ognibene: Citata dal 1413. Il 24 marzo del 1413 trasferì il capitolo dell'abbazia nella sede trevigiana di San Teonisto, fondata nel 1175 dalla badessa Matilde II.[9]

### Badesse di San Teonisto

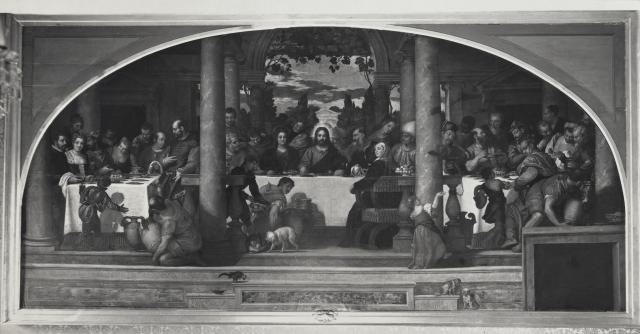
Nozze di Cana di Paolo Veronese - In primo piano rivolta verso l'osservatore la Badessa Cecilia Onigo.

- Cristiana de Lumini: Nel 1498 fece dipingere le pareti del refettorio di Mogliano da Defendino Rota[8].
- Angela Bindelli: Citata nel 1547; sarà rimossa per abusi e comportamenti disdegnevoli[8].
- Stefania Gradenigo: Citata nel 1547.
- Polissena Venturelli: Morta nel 1558[8].
- Geronima Calbo: Nominata nel 1558, operò sino al 1568, quando fu trasferita nel convento di Santa Maria Nuova. Nel 1565 accolse alcune camaldolesi del monastero di Santa Cristina, inviate del vescovo Giorgio Corner per ristabilire una condotta virtuosa presso le suore; tuttavia le benedettine non le accolsero con simpatia, tant'è che vissero separate, destinando loro una nuova ala del convento[8].
- Cecilia Onigo: Eletta nel 1568, morì nel 1581. Ex camaldolese, promosse il restauro di San Teonisto, arricchendolo di opere d'arte di grande pregio (tra queste, una Cena di Canan di Paolo Veronese, oggi conservata presso la Sala Gialla di Montecitorio); diede inoltre nuovo fervore alla vita monastica[8].

## Dipendenze dell'abbazia
- Corte di Cavergnano con la cappella di Santa Maria e la terra chiamata Agugnano (dal 997)
- Villaggio di Cavasagra (dal 997)
- Mulino sul fiume Marzenego a Mirano (dal 997)
- Mulino sul fiume Musestre (dal 997)
- Chiesa di San Giovanni Evangelista a Treviso (dal 1045)
- Chiesa di San Teonisto a Treviso (dal 1045)
- Chiesa di Santo Stefano a Treviso (dal 1045)
- Mulino sul Siletto a Treviso (dal 1045)
- Cappella di San Vito di Pezzan (dal 1177)
- Cappella di San Donato di Gardigiano (dal 1177)
- Cappella di San Teonisto di Campocroce (dal 1177)
- Cappella di San Giorgio di Marcon (dal 1177)

## La Curia dei Vassalli
Nel 1179 viene redatto l'elenco dei primi vassalli del monastero, tra questi figurano:
- Albertino Buzolino (possedimenti a Tarù, Campo Ribano, Cavasagra, Isola, Mogliano)
- Vicemanno de Costa Matrello
- Gerardino da Casier (possedimenti ad Angarano, Campocroce Sopra Zero, Barbana, Cavergano, Porta di Tessera, Arimannia, Isola, Fastro)
- Villano de Terre
- Montanario Radice (Pezzan)
- Gerardino Novello
- Bonifacio da San Vito
- Codino Arrosello
- Conone di Ottone Malfanto
- Gerardo da Mogliano (possedimenti a Mogliano, Artenesio, Fossalta, Cavergnano, Nadalto)
- Ottone da Mogliano
- Ottone de Pesa
- Ordano da Campocroce (possedimenti a Campocroce)
- Ezzelino da Romano
- Onesto e Serafino da Mogliano (possedimenti a Mogliano)
- Anoese da Mogliano (possedimenti a Mogliano, Marcon, Dese, Treviso, Fossalta)
- Giacomino da Mogliano (possedimenti a Pezzan, Pianton, Dese, Cavergnano, Castello)
- Marquardo da Gardigiano (possedimenti a Gardigiano, Mogliano)
- Leonardino da Dese (possedimenti a Sopra Zero, Arzeno)
- Gerardino da Mogliano (possedimenti a Mogliano, Treviso, Sala, Zerman, Oltre Zero, Pianton)
- Uberto da Vallonga (possedimenti a Vallonga)

La descrizione dei possedimenti dei singoli vassalli evidenzia come in genere le proprietà non fossero localizzate in un'area determinata ma distribuite in un vasto territorio.